# Reid Hope King, Texas
Reid Hope King là một nơi ấn định cho điều tra dân số (CDP) thuộc quận Cameron, tiểu bang Texas, Hoa Kỳ. Năm 2010, dân số của nơi này là 786 người.

## Dân số
- Dân số năm 2000: 802 người.
- Dân số năm 2010: 786 người.